# Javier Díaz Pérez
Javier Díaz Pérez (El Rosal, 26 de marzo de 1975) es un jugador de balonmano español. Juega en la posición de portero y su equipo actual es el Atlético Novás. Es, con 650 partidos, el segundo jugador con más encuentros en la Liga ASOBAL -el primero en activo-, únicamente superado por JJ Hombrados.
A este hito se suma el rematar varias temporadas como portero con más intervenciones de la liga.

## Trayectoria
- SD Octavio (1992-1995)
- BM Chapela (1995-1997)
- SD Teucro (1997-2005)
- Teka Cantabaria (2005-2006)
- OAR Coruña (2006-2007)
- SD Octavio (2007-2011)
- BM Villa de Aranda (2011-2015)
- Atlético Valladolid (2015-2018)
- CB Cangas (2018-2023)
- Atlético Novás (2023-Act.)